# Catabolismo de los carbohidratos
El catabolismo de los carbohidratos es la degradación de carbohidratos para producir un compuesto rico en energía llamado ATP. La producción de ATP se consigue por medio de la oxidación de moléculas de glucosa. En el proceso de oxidación, se extraen electrones de la molécula de glucosa y son utilizados para reducir NAD+
 y FAD
Tanto el NAD como el FAD poseen un alto potencial energético que puede ser encausado a la producción de ATP en la cadena de transporte de electrones. La producción de ATP por este mecanismo ocurre en las mitocondrias de los organismos eucariotas, en un proceso análogo al que ocurre en las células procariotas. Las células han desarrollado dos métodos para producir ATP degradando carbohidratos: uno es la respiración aeróbica y el otro es la respiración anaeróbica.
En la respiración aeróbica, se requiere oxígeno el cual actúa como aceptor final de electrones. El oxígeno desempeña un papel clave ya que permite aumentar la producción de ATP desde 4 moléculas por molécula de glucosa, hasta aproximadamente 30 moléculas de ATP por molécula de glucosa.
En la respiración anaerobia, no se requiere oxígeno. Cuando el oxígeno está ausente, la generación de ATP continúa por medio del proceso de fermentación. Hay dos tipos de fermentación, la fermentación alcohólica y la fermentación láctica.
Existen varios tipos de carbohidratos: polisacáridos tales como el almidón, amilopectina, glucógeno, celulosa; monosacáridos como la glucosa, galactosa, fructosa, ribosa; y disacáridos como la sacarosa, maltosa y lactosa.
El balance final de la reacción de la glucosa con oxígeno sigue la siguiente ecuación:
El dióxido de carbono y el agua son productos de desecho, y la reacción general es exotérmica.
La degradación de glucosa para producir energía en forma de ATP es una de las vías metabólicas más importantes que se pueden encontrar en los organismos vivos.

## Glucólisis
La glucólisis, palabra que significa "ruptura de azúcar", es el proceso inicial en la vía de la respiración celular. La glucólisis puede ser tanto un proceso anaeróbico como aeróbico. Cuando se encuentra oxígeno presente, la glucólisis continúa por la vía de la respiración aeróbica. Si no hay oxígeno presente, entonces la producción de ATP queda restringida a la respiración anaeróbica. La ubicación donde tiene lugar la glucólisis, ya sea aeróbica o anaeróbica, es en el citosol de las células.
En la glucólisis, una molécula de glucosa compuesta por seis carbonos, es dividida en dos moléculas de tres carbonos llamadas piruvato. Estas moléculas de tres carbonos son oxidadas para producir NADH y ATP.
Para que la molécula de glucosa pueda ser oxidada a piruvato, se requiere de un aporte inicial de ATP. Esto se conoce como fase de compromiso, en la cual se consume un total de dos moléculas de ATP. Al final de la glucólisis, la ganancia total de ATP es de cuatro moléculas, pero la ganancia neta es de dos moléculas de ATP.
Aunque existe una producción neta de ATP, las dos moléculas producidas por este mecanismo son escasas si se las compara con la segunda y tercer vías de producción de energía, estas son el ciclo de Krebs y la fosforilación oxidativa.

## Fermentación
Incluso si no hay oxígeno presente, la glucólisis puede continuar para generar ATP. Sin embargo, para que la glucólisis continúe produciendo ATP, requiere que haya presente NAD+
, el cual es el responsable de la oxidación de la glucosa. Eso se consigue reciclando el NADH, nuevamente para producir NAD+
. Cuando el NAD+
 se reduce a NADH, los electrones del NADH finalmente son transferidos a una molécula orgánica diferente, causando que el NADH se convierta nuevamente en NAD+
. Este proceso en el cual se renueva el suministro de NAD+
 se denomina fermentación. La fermentación puede encuadrarse dentro de una de dos categorías.

### Fermentación alcohólica
En la fermentación alcohólica, cuando se oxida una molécula de glucosa, se producen como subproductos un alcohol (comúnmente etanol) y dióxido de carbono. La molécula orgánica responsable de la renovación del suministro de NAD+
 es el piruvato proveniente de la glucólisis. Cada piruvato puede liberar una molécula de dióxido de carbono, convirtiéndose en acetaldehído. Posteriormente el acetaldehído es reducido por el NADH producido en la glucólisis, produciendo como desecho etanol y regenerando el NAD+
, que de esta manera vuelve a estar disponible para que la glucólisis continúe produciendo ATP.

### Fermentación láctica
En la fermentación láctica, cada molécula de piruvato es reducida directamente por el NADH. El único subproducto de este tipo de fermentación es el lactato. La fermentación láctica es el mecanismo que utilizan las células musculares humanas para producir ATP durante el ejercicio extenuante, donde el consumo de oxígeno es mayor que el suministro disponible. Mientras este proceso progresa, el exceso de lactato puede ser conducido hacia el hígado donde es nuevamente convertido en piruvato.

## Respiración

### Ciclo del ácido cítrico
Si hay oxígeno presente, entonces siguiendo a la glucólisis, las dos moléculas de piruvato pueden ser conducidas hacia el ciclo del ácido cítrico (también conocido como ciclo de Krebs).
En este ciclo, que en los organismos eucariotas se produce en las mitocondrias, las moléculas de piruvato provenientes de la glucólisis, pueden ser degradadas para aprovechar la energía que aún contienen. Cada molécula de piruvato pasa por una serie de reacciones hasta ser convertidas en acetil coenzima A. A partir de ese punto, sólo el grupo acetilo participa en el ciclo de Krebs. Este consiste en una serie de reacciones redox catalizadas por enzimas que sirven para aprovechar la energía remanente en el grupo acetilo. Esta energía proveniente del grupo acetilo en forma de electrones de alta energía se aprovecha para reducir NAD+
 y FAD a NADH y FADH
2, respectivamente. Tanto el NADH como el FADH
2 contienen almacenada la energía cosechada de la molécula de glucosa inicial, y pueden ser utilizados en la cadena de transporte de electrones donde se produce la mayor parte del ATP.

### Fosforilación oxidativa
El último paso en la respiración aeróbica es la fosforilación oxidativa, paso también conocido como cadena de transporte electrónica. En esta, el NADH y FADH
2, los cuales contienen electrones de alta energía, entregan estos electrones en la membrana interna de la mitocondria (en los organismos eucariotas) o en la membrana plasmática de los procariotas, para energizar la producción de ATP. La fosforilación oxidativa contribuye con la mayor parte del ATP producido por la célula. Mientras que el recuento total de ATP en la glucólisis y el ciclo de Krebs es de dos moléculas de ATP, la cadena de transporte de electrones contribuye, a lo máximo, con 28 moléculas de ATP. Un factor que contribuye a esto es los altos potenciales energéticos del NADH y del FADH
2, mientras son producidos en los pasos iniciales de la glucólisis, y llevados a la cadena de transporte de electrones, la energía que contienen puede ser utilizada. Un segundo factor contribuyente es que las crestas de la membrana interna de la mitocondria, aumentan el área superficial, y por consiguiente la cantidad de proteínas en la membrana que pueden participar en la síntesis de ATP. Conjuntamente con la cadena de transporte de electrones, hay dos compartimientos separados, cada uno con su propio gradiente de concentración de iones H+
, los cuales son la fuente de poder para la síntesis de ATP.
Para que pueda ocurrir la conversión de ADP a ATP, se debe entregar energía al sistema. Esta energía es provista por el gradiente de H+
. En uno de los lados del compartimiento separado por membrana hay una alta concentración de iones H+
 comparada con el otro lado. El transporte de H+
 de un lado de la membrana al otro es motorizado por el flujo exergónico de electrones a lo largo de la membrana. Estos electrones son suministrados por el NADH y el FADH
2 desde donde transfieren su potencial energético. Una vez que se ha establecido el gradiente de H+
, se genera una fuerza protomotriz que es la que impulsa la síntesis de ATP a partir de ADP. Los iones H+
 que fueron inicialmente forzados a pasar hacia el compartimiento con mayor concentración, fluyen naturalmente hacia el compartimiento con menor concentración a través de una proteína llamada ATP sintasa, que convierte el ADP en ATP con la ayuda de un potencial de concentración de iones H+
, en un mecanismo muy similar a como las centrales hidroelécticas producen electricidad a partir de la energía potencial del agua contenida en una represa.